# Luiz Bueno
Luiz Bueno (n. 16 ianuarie 1937, São Paulo, Brazilia – d. 8 februarie 2011, Atibaia, São Paulo, Brazilia) a fost un pilot de Formula 1. De-a lungul carierei a luat startul în 1 cursă, niciuna din pole-position. Nu a câștigat nicio cursă și nu a terminat niciodată pe podium, acumulând 0 puncte în întreaga activitate ca pilot de Formula 1.